# 솔리갈리치

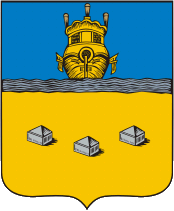
시 문장

솔리갈리치(러시아어: Солига́лич)는 러시아 코스트로마주 북서부에 위치한 도시로, 인구는 6,996명(2002년 기준)이다. 코스트로마강 우안과 접하며 코스트로마(코스트로마주의 주도)에서 북동쪽으로 220 km 정도 떨어진 곳에 위치한다. 1335년 문헌에 처음 등장했고 1778년 시로 승격되었다. 도시 이름은 러시아어로 "갈리치의 소금"을 뜻한다.